# Владислав Акименко
Владислав Акименко (рус. Владислав Іванович Акименко; рођен 5. марта 1953) је био совјетски морнар, освајач сребрне олимпијске медаље и први светски шампион у једрењу у историји Совјетског Савеза.

## Биографија
Рођен је 5. марта 1953. у Кијеву. Заједно са Валентином Манкином је освојио сребрну медаљу на Летњим олимпијским играма 1976. у Монтреалу. Од 1978. до 1985. године је радио као тренер совјетске једриличарске репрезентације која је више пута била шампион Совјетског Савеза, победници међународних регата, светских и европских првенстава и победници Светског купа. Од 1989. до 1991. је радио као тренер старије совјетске репрезентације на позив Валентина Манкина. Радио је 2001—2004. и као главни тренер руске једриличарске репрезентације. Био је декан Катедре за теорију и методику једрења на Националном државном универзитету за физичко васпитање, спорт и здравље. Данас живи и ради у Санкт Петербургу.